# Рипальта-Арпина
Рипальта-Арпина (итал. Ripalta Arpina) — коммуна в Италии, располагается в регионе Ломбардия, в провинции Кремона.
Население составляет 1026 человек (2008 г.), плотность населения составляет 171 чел./км². Занимает площадь 6 км². Почтовый индекс — 26010. Телефонный код — 0373.
В коммуне 15 августа особо празднуется Успение Пресвятой Богородицы.

## Демография
Динамика населения:

## Администрация коммуны
- Официальный сайт: